# TOCoSk
TOCoSk est une plateforme d'e-learning en bureautique pour les logiciels de la Suite Office : Word, Excel et PowerPoint, distribuée par l'entreprise Test Of COmputer Skills. Ce service est destiné aux entreprises et aux particuliers qui souhaitent développer des compétences efficacement, rapidement avec une méthode innovante et interactive. 
Jusqu'en novembre 2019, ce sont de nombreuses entreprises et de nombreux particuliers, en France et ailleurs, qui font confiance à ce système. Avec TOCoSk, ils s'entraînent directement dans l’environnement du logiciel quand ils le souhaitent, où ils le souhaitent grâce à un accès en add-in sur le logiciel ou en Cloud. 
Le site web de la plateforme indique que celle-ci est définitivement fermée depuis le 1er novembre 2019

## Historique
TOCoSk est une start-up créée en 2010 par Stéphanie et Thibault Lanternier, frère et sœur. Au départ, celle-ci commercialisait une solution de E-testing des compétences en bureautique (Excel, PowerPoint, Word) pour les entreprises. Après une levée de fonds réussie, la start-up commence son expansion à l’international grâce à sa version bilingue. En 2013, l’offre de Tocosk évolue et se positionne sur l’E-learning. Plus qu’une évaluation de compétence, c’est une réelle plateforme de formation Learning by doing qui prend forme.
La version Béta du TOCoSk est diffusée en septembre 2010, et la version commerciale est accessible depuis janvier 2011.
TOCoSk se développe avec le soutien de différents organismes et institutions :
- Mai 2009 : TOCoSk est admis dans le programme de startup de Microsoft, Bizspark[2].
- Janvier 2010 : TOCoSk intègre l'Incubateur d'entreprises TelecomParistech[3].
- Juillet 2010 : TOCoSk bénéficie du soutien financier d'Oséo et de la Mairie de Paris.
- Mai 2011 : TOCoSk est lauréat Scientipôle Initiative[4].
- Eté 2011 : Selon le magazine Challenges[5], TOCoSk prépare une levée de fonds et est à la recherche de 500 000 euros de capitaux.
- Septembre 2011 : TOCoSk rejoint un des incubateurs de la ville de Paris[6]
- Novembre 2019 : Arrêt de l'activité

## Caractéristiques techniques

### Caractéristiques du logiciel
TOCoSk met à la disposition des utilisateurs des environnements bureautiques Office complets (2003, 2007, 2010) déployés sur des machines virtuelles accessibles via des technologies Virtual Network Computing.
La v2.0 était déployée sur serveurs dédiés.
La v3.0 est déployée sur des serveurs Cloud computing d'Amazon Web Services.
TOCoSk est une solution entièrement Saas citée dans le livre blanc du Cloud Computing: aucune installation n'est nécessaire sur le poste de l'utilisateur (il n'est pas non plus nécessaire d'avoir le pack Microsoft Office installé).

### Caractéristiques de la certification
Selon le magazine L'Entreprise, TOCoSk couvre plus de 400 compétences sur les logiciels Word, Excel et PowerPoint.
- Word : Mise en page et Automatisation/Collaboration
- Excel : Mise en Forme, Calcul, Graphique, Base de Données
- PowerPoint : Présentation et Gestion des objets

Ces compétences sont réparties en cinq niveaux de difficultés croissantes :
- Compétences de base
- Compétences élémentaires
- Compétences intermédiaires
- Compétences opérationnelles
- Compétences expertes

TOCoSk permet également de concevoir des tests informatiques sur mesure.

### Évaluation bureautiques proposées
- Certification bureautique : destinée aux étudiants et chercheurs d'emploi, la certification dure de une à deux heures, et porte sur les trois logiciels Word, Excel et PowerPoint[11]
- Test de recrutement : conçu sur-mesure selon les besoins du poste, le test de recrutement dure de 10 à 30 minutes
- Diagnostic des besoins de formation : ce test porte sur un des logiciels Word, Excel et PowerPoint. En 15 minutes, il oriente le stagiaire vers la formation adéquate
- Valorisation des acquis : à l'issue d'une formation, ce test permet de valoriser les acquis bureautiques